# لیدیا ویسوتسکا
لیدیا ویسوتسکا (لهستانی: Lidia Wysocka؛ ۲۴ ژوئن ۱۹۱۶ – ۲ ژانویه ۲۰۰۶) بازیگر، صداپیشه، خواننده و کارگردان فیلم اهل لهستان بود.
از فیلم‌ها یا مجموعه‌های تلویزیونی که وی در آن‌ها نقش داشته است، می‌توان به جهنم، قلب مادر، پرونده خلبان مارشا، نقاب زرین، دکتر مورک و علف جاروب اشاره نمود.